# 梅登布利克

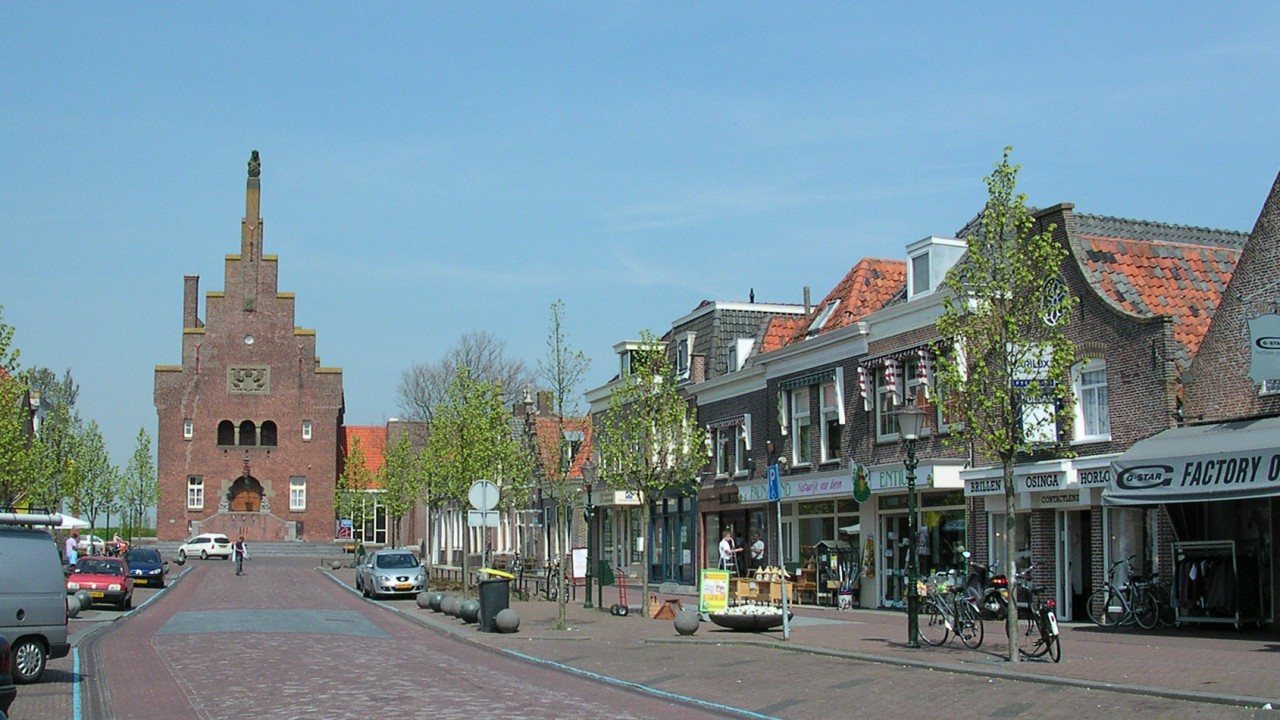

梅登布利克（荷蘭語：Medemblik）是荷蘭的市镇，位於該國西北部，距離首都阿姆斯特丹65公里，由北荷蘭省負責管轄，面積270.61平方公里，主要經濟活動有農業和旅遊業，2011年人口41,500，人口密度為每平方公里307人。

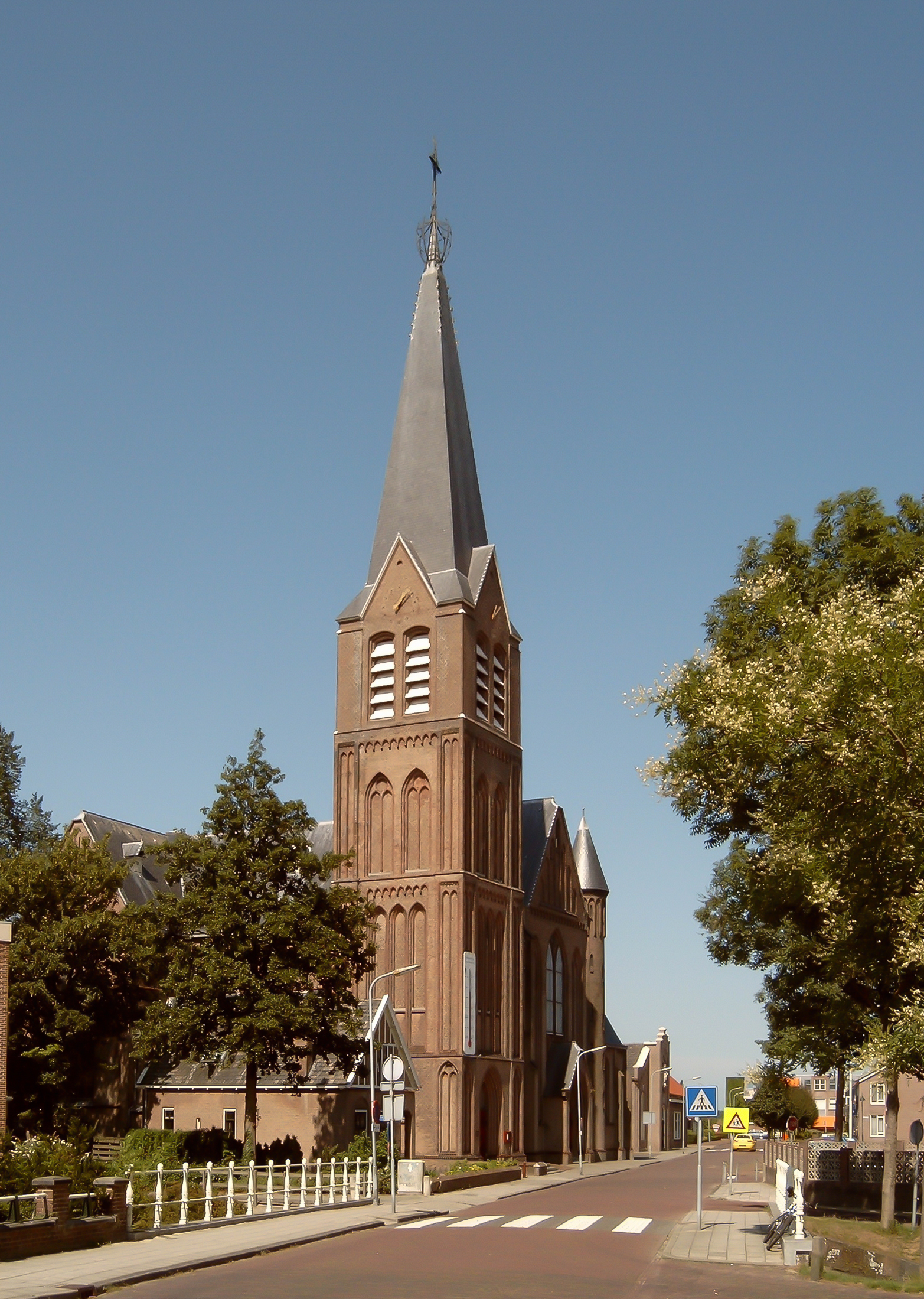

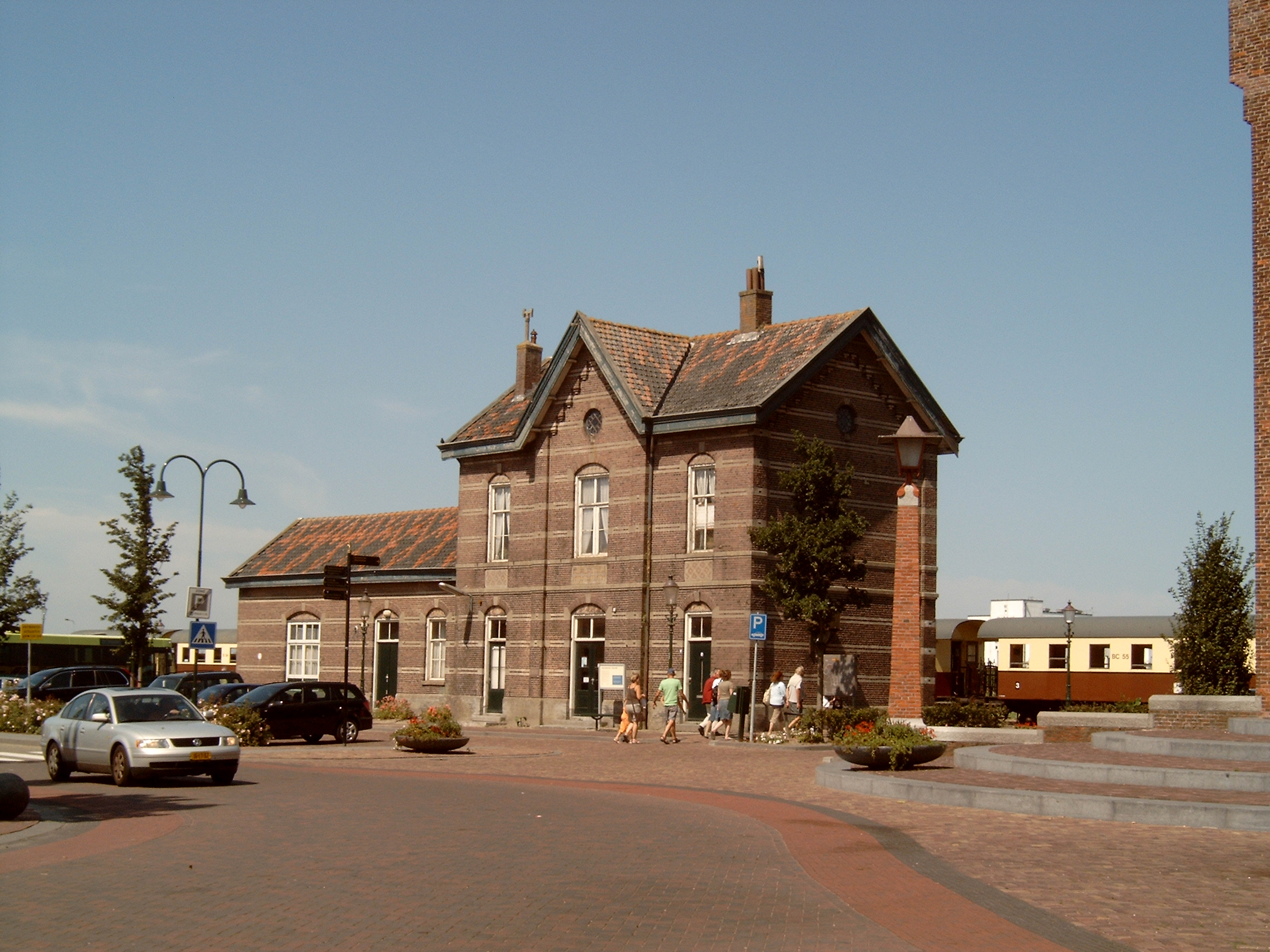

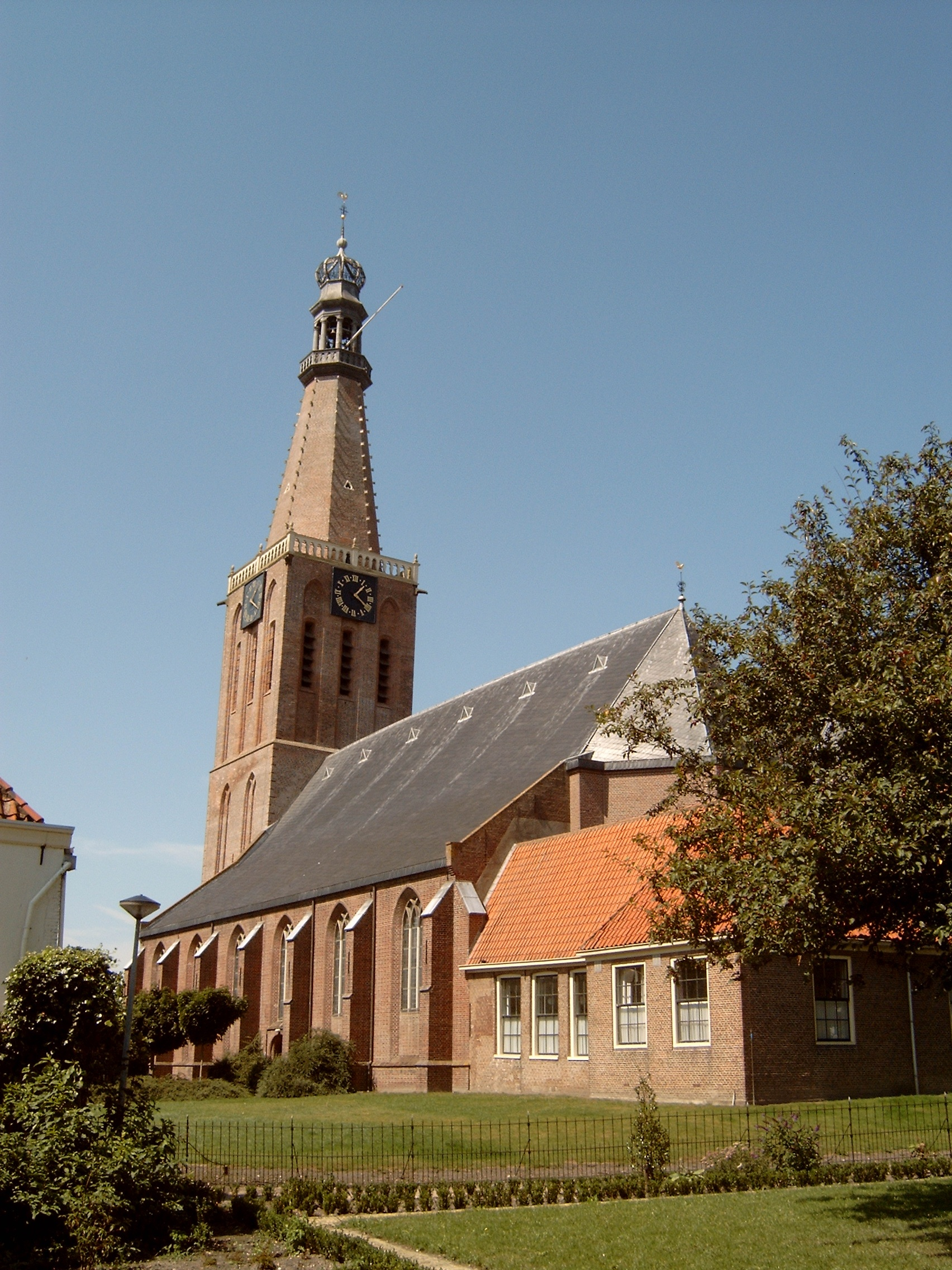

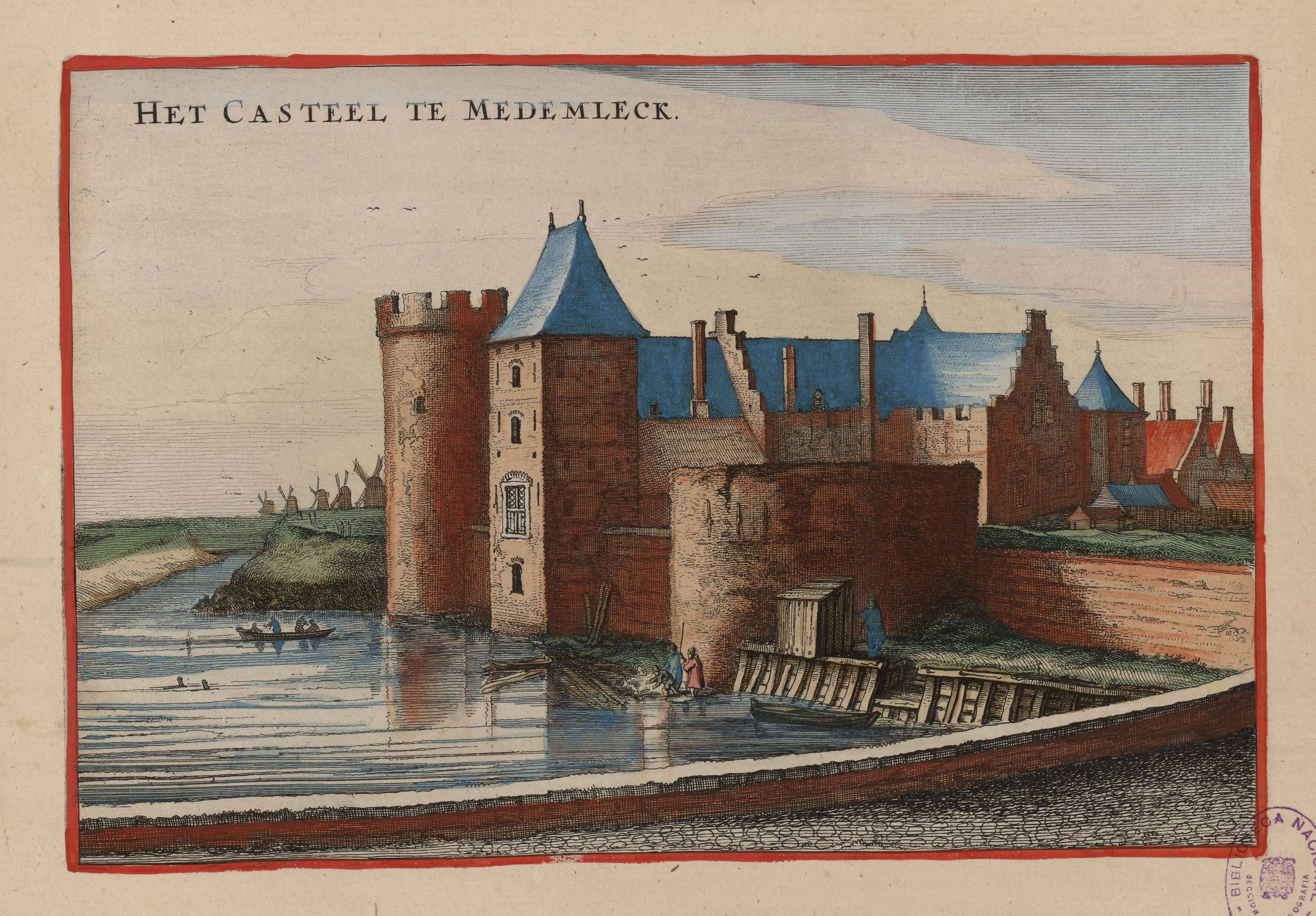